# Heinz Gutsche (Politiker, 1915)

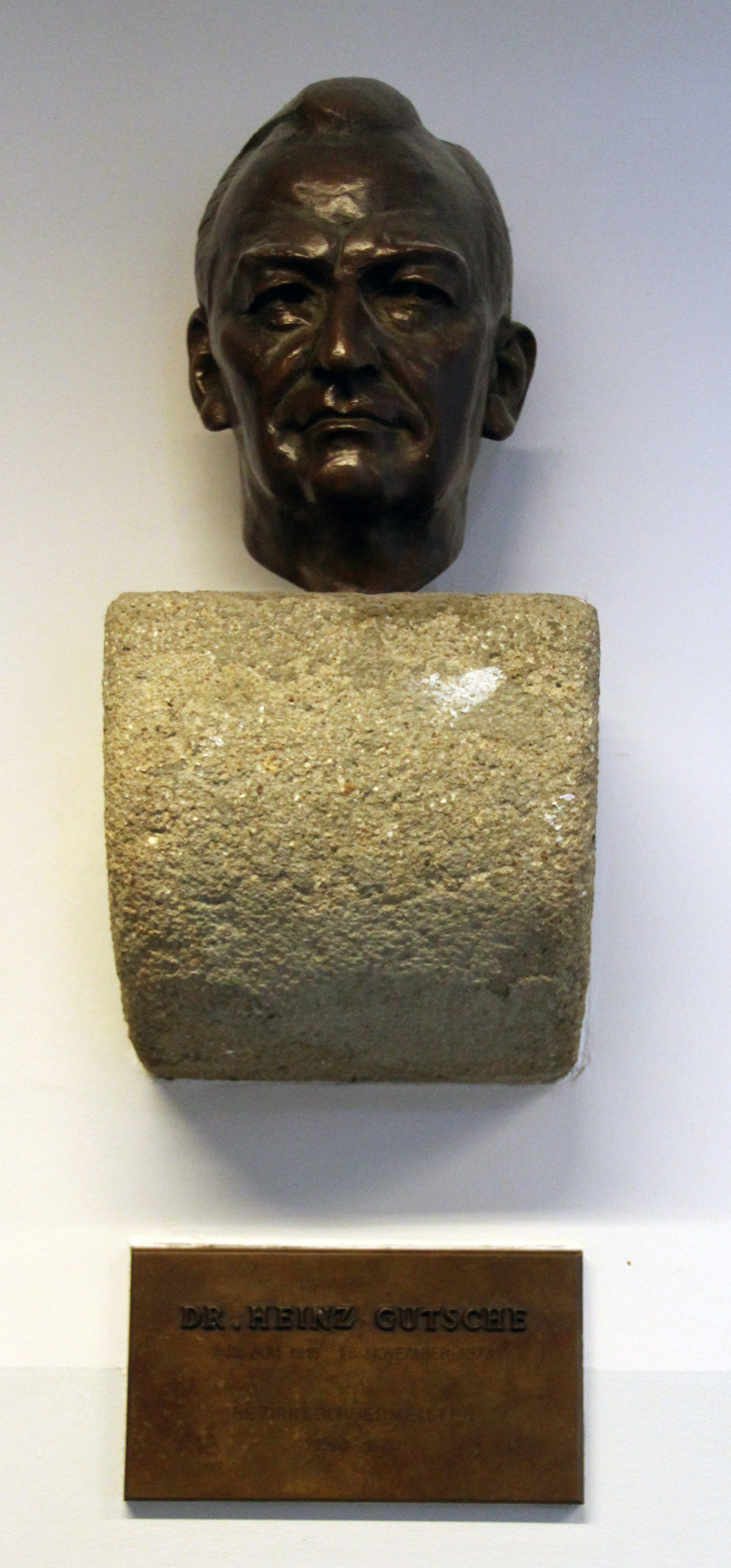
Büste, Eichborndamm 215, in Berlin-Wittenau

Heinz Gutsche (* 23. Mai 1915 in Leipzig; † 9. November 1973 in Berlin) war ein deutscher Politiker (SPD) und Staatswissenschaftler.
Er war von 1960 bis 1970 Bezirksbürgermeister von Berlin-Reinickendorf.

## Leben
Heinz Gutsche wurde zunächst zum Volkswirt ausgebildet und diente als Wehrmachtssoldat im Zweiten Weltkrieg. Nach dem Krieg studierte er Staatswissenschaften. 1947 trat er in die SPD ein. 1948 wurde er Direktor der Volkshochschule Tempelhof und danach Referatsleiter VHS beim Kultursenator. 1958 war er Tempelhofer Bezirksverordnetenvorsteher und 1959 Leiter des Büros für Gesamtberliner Fragen beim Regierenden Bürgermeister. Ab 1960 war er Bezirksbürgermeister von Berlin-Reinickendorf. Aufgrund einer Erkrankung wurde er im Februar 1970 verabschiedet. Mit Horst Dietze, dem Gründer der Berliner Graphothek und Artothek, veröffentlichte er 1969 einen Bericht Zur Lage der Berliner Volkshochschulen.
Am 11. Februar 1970 wurde ihm die Ernst-Reuter-Plakette verliehen.